# جوليا فور
جوليا فور (بالفرنسية: Julia Faure)‏ هي ممثلة فرنسية، ولدت في 13 فبراير 1977.

## ترشيحات
- César Award for Best Female Revelation [الإنجليزية]‏ (2013)

## وصلات خارجية
- جوليا فور على موقع IMDb (الإنجليزية)
- جوليا فور على موقع ألو سيني (الفرنسية)
- جوليا فور على موقع أول موفي (الإنجليزية)
- جوليا فور على موقع قاعدة بيانات الفيلم (الإنجليزية)
- جوليا فور على موقع كينوبويسك (الروسية)